# История радиовещания в Израиле
Первые радиотрансляции на территории Израиля начались во времена Британского мандата. Сегодня они производятся Коль Исраэль (Голос Израиля), Галей ЦАХАЛ (Волны АОИ). Остальные негосударственные радиостанции контролируются Вторым управлением телерадиовещания. Также имеется некое количество пиратских и интернет-радиостанций.

## Радио в периодИшува
База для радиотрансляций на иврите была создана ещё в период Британского мандата. Первая радиотрансляция была осуществлена в течение нескольких недель весной 1932 года на «Ярмарке Востока» (Ярид ха-Мизрах) в Тель Авиве.
30 марта 1936 года начала трансляции Радиостанции Мандата в Палестине («Palestine Broadcasting Service»). Радиотрансляции осуществлялись под именем «Голос Иерусалима» (Коль Ерушалаим), которое было и позывным радиостанции.

### Подпольное радио
В 1939 году начала радиовещание организация Иргун — Коль Цион Халомехет позднее — Коль Хакерут (Голос Свободы), в 1940 году было создано подпольное радио «Хаганы» под названием «Голос Израиля» (Коль Исраэль), позднее ею были также запущены радиостанции «Коль ха-Галил» (Голос Галилеи), Коль ха-Хагана (Голос Хаганы), Таханат шидур бамахтерет («Подпольная вещательная станция»), Коль Хамаген ха-Иври. После отделения от Иргуна организация ЛЕХИ запустила свою радиостанцию — Коль Махтерет ха-Иврит («Голос еврейского сопротивления»), позднее переименованная в Коль Цион Ха-лохемет, ещё позднее — Коль Лохамей Герат Йизраэль (Голос сражающегося за свободу Израиля). Её радиоведущая Геула Коэн пользовалась большой популярностью в ишуве, и позже стала известным общественным и политическим деятелем
В 1947 году была осуществлена живая трансляция[кем?] с корабля «Эксодус» в направлении Хайфы.

## Государственное радио
С образованием государства Израиль название «Голос Израиля» стало названием государственной радиостанции, находившейся в ответственности министерства премьер-министра.
24 сентября 1950 года начала трансляции радиостанция «Галей ЦАХАЛ» в ведении армии. Многие из её выпускников поступили в «Голос Израиля» после демобилизации из армии.
Премьер-министр Бен Гурион, противившийся трансляциям телевидения в Израиле, видел в радио и новостях основное орудие пропаганды для укрепления власти. Для предотвращения такой возможности для партии власти, впоследствии, было решено перевести «Голос Израиля» в ведение Управления телерадиовещания (Рашут ха-Шидур) и сделать его государственным учреждением. Для финансирования Управления телерадиовещания было решено проводить сбор на радио и телевидение, забираемого как налог у граждан и с рекламы на госрадио.
Государственное радио имеет важность как культурное и образовательное средство и поэтому не проверяется с точки зрения профитабильности и рейтинга, что создает в последнее время общественные дебаты в Израиле.
«Решет алеф» стала первой израильской радиостанцией, начавшей вещание в диапозоне  FM  на частоте 91,3 МГц в декабре 1966 года.
В середине 1969 года в Израиле началось экспериментальное радиовещание в стерео режиме.
С целью уверенного приёма  радиопередач на всей территории Израиля государственными радиостанциями используются несколько ретрансляторов. При помощи технологии RDS автомобильные радиоприемники автоматически настраиваются на ретранслятор, обеспечивающий максимальную чистоту приёма радиопередач, используя функцию AF (альтернативная частота). Латинская буква обозначает регион, к которому относится ретранслятор:
- B - Беэр-Шева
- E - Eitanim
- H - Хайфа
- J - Иерусалим
- K - Кохав а-Ярден
- M - Менара(кибуц)
- N - Нетания
- Q - Katzir
- T - Тель-Авив
- Z - Цфат

## Пиратские радио
Любой желающий заниматься радиотрансляцией в Израиле нуждается в разрешении на трансляцию от министерства связи. Проведение радиотрансляций без такого разрешения является правонарушением и называется «пиратским радио».
Первым таким радио стала трансляция «Голос Мира» («Коль ха-Шалом»), проводившаяся Эйби Натаном с корабля из нейтральных вод Средиземного моря в течение 20 лет с мая 1973 по ноябрь 1993 года. Так как трансляции велись круглосуточно, а госрадиостанции заканчивали вещание в 12 часов ночи, то она успешно с ними конкурировала, транслируя на английском языке пацифистские мнения и идеи Натана, а также, в основном, иностранную музыку. Впоследствии, когда возникло подозрение на то, что радиотрансляция ведется из территориальных вод Израиля или даже с наземной станции, полиция не провела ареста данной станции. Более того, представители левого лагеря предпринимали усилия по её легализации, приводя в качестве аргументов наличие аудитории и коммерческий успех этой радиостанции в течение нескольких лет.
По мнению редакции газеты Jerusalem Post, радиостанция «Голос Мира» не получила лицензию на вещание только лишь из-за личных и финансовых проблем её руководителя Эйби Натана.
Сам Натан несколько раз подвергался тюремному заключению за нарушение действовавшего до 1993 года Закона о запрещении контактов с враждебными государствами и Организацией освобождения Палестины (ООП). В 1993 году, после заключения Соглашений в Осло, Натан решил прекратить деятельность радиостанции и в июле 1994 года передал её 25 кВт передатчик радиостанции «Голос Палестины» в Иерихон.
«Голос Мира» стал прототипом для создания в 1988 году радиостанции «Седьмой канал», ассоциировавшейся с позицией религиозных сионистов во внутренней и внешней политике Израиля, и транслировавшейся, согласно её администрации, из экстерриториальных вод с корабля «Эрец ха-Цви» («Страна оленей») поблизости от лодки Натана (было подозрение, что часть трансляций велась с Бейт Эль из Иудеи).
«Седьмой канал» стал альтернативой некорректному, по мнению её создателей, освещению событий в стране легальными радиостанциями.
Уже в декабре 1989 года, согласно опросу слушателей, проведенному институтом Телесекер, «Седьмой канал» приблизился по рейтингу к радио Решет Бет и обошёл «Голос мира».
До 1993 года радиостанции «Седьмой канал» и «Голос мира» вели вещание параллельно. Уже после того, как «Голос мира» прекратил своё вещание, было принято решение правительства о расширении границы территориальных вод Израиля с 6 до 12 миль, что привело к значительному ослаблению мощности сигнала, достигающего района Иерусалима.
31 июля 1995 года (каденция правительства Ицхака Рабина — «Авода»), по требованию министра Шуламит Алони, на корабле «Седьмого канала», находившемся в порту Ашдода для проведения заранее объявленных ремонтных работ с прекращением вещания, был проведен рейд полиции. В числе прочего, было конфисковано оборудование для вещания. Рейд стал результатом принятых Кнессетом законов, запрещающих деятельность нелицензионных радио и телестанций. Пресс-секретарь правительства заявил, что если бы вещание радио «Голос мира» продолжалось в 1995 году, она бы тоже подверглась подобным санкциям. Рейд вызвал возмущение депутатов Кнессета, как среди сторонников «Седьмого канала», так и среди его критиков. Лидер оппозиции Нетаниягу (Ликуд) посетил корабль, его визит был показан всеми СМИ. После рейда станция получила многочисленные предложения о помощи, были закуплены новые передатчики, и 7 августа вещание было возобновлено..
Станция продолжила вещание, служив рупором правых политиков против того, что получило название «высушивание религиозного населения и поселений». После убийства премьер-министра Рабина выдвигались не подтвердившиеся утверждения о проведении каналом подстрекательства к убийству и требования о его закрытии.
После того, как в 1996 году, к власти пришло правительство Ликуда во главе с Б. Нетаниягу, была назначена комиссия Пеледа, рекомендовавшая в июне 1997 года ослабить "жесткий контроль, осуществляемый правительством над радио и телевещанием. Комиссия исходила, в частности, из того, что современные цифровые технологии снимают технические ограничения на количество радиостанций и позволяют вести вещание более, чем 150 станциям одновременно.
В феврале 1999 года Кнессет принял закон, легализировавший работу «Седьмого Канала» и освобождающий от ответственности её руководство за нелегальное вешание в прошлом. Однако депутаты Кнессета Эйтан Кабель (Авода) и Хаим Орон (Мерец) подали заявление в Верховный суд (БАГАЦ) с просьбой отменить этот закон.
Председатель партии Мерец Йоси Сарид назвал принятие закона «типичным для поселенцев столкновением с законом». Представитель Палестинской администрации (ПНА) Саеб Арикат назвал решение Кнессета опасным и способствующим террору против ПНА.
В конечном счете, после того, как главы канала были осуждены за пиратские трансляции, станция перенесла своё вещание в интернет.
До 90-х государственное радио транслировало лишь несколько станций на определённых частотах: Решет Алеф, Бэт, Гимэль, Голос музыки (классическая музыка), Волны Цахаля и заграничные трансляции для целенаправленных аудиторий на арабском и легком иврите. В связи с созданием коммерческих станций и расширением использования частот в 90-е годы появилось много пиратских станций, в основном ортодоксально-религиозного типа, которые со временем стали перекрывать государственные частоты. Переломным моментом стало неоднократное занимание частот, предназначенных для связи с самолетами. Это послужило решению судебных инстанций заняться более серьёзно нелегальной трансляцией, решению о закрытии 7-го канала и условному наказанию на 18 месяцев ортодоксальному радио «Голос Востока» (Коль хаМизрах).
Найти приборы для этих станций было нелегко, так как их размещали в труднодоступных местах. Также часть населения считает современное радио разлагающим основы его существования и потворствует в сохранении ситуации. Поэтому, даже после принятия закона об усилении наказания за ведение нелегальных трансляций в 2004 году, часть этих станций все ещё существуют.
С развитием технологий сотовых мультимедийных телефонов и дигитального радио расширение диапазона каналов и увеличение технологической базы, требуемой для поддержки радиоканала, совместно, уничтожат проблемы с пиратским радио перенеся его в дигитальную зону.

## Региональное радио
В 1990 году вышел закон, разрешающий региональные станции, которые будут финансироваться лишь коммерческим путём под общественным контролем. Разрешение на такие станции дается раз в 4 года на основе конкурса. Совет может продлить разрешение на трансляции ещё на два периода по 4 года каждый в соответствии с производительностью выигравшего в первом конкурсе.
Первыми радиостанциями такого типа стали «Радио без перерыва» в начале 90-х. Впоследствии на второй волне трансляций такого типа в 1996 году появилось «Радио Тель Авив». Второе управление телерадиовещания заведует выделением частот на такие радиостанции, которые в большинстве своем транслируют на одной из частот УКВ.
Вместе с успехом их прослушивания населением, по сравнению с государственными радиостанциями, уровень их доходов остается низким.

## Образовательное радио
Образовательное радио является совместным проектом «Голоса Израиля», Министерства образования и Министерства связи. Его цель — сблизить молодежь на периферии с радио и иными видами коммуникаций. Транслируя на слабой мощности и находясь в учебных заведениях, они транслируют по всей стране на частоте 106 УКВ.